# Isla del Té
La isla del Té (en inglés: Tea Island) es una de las islas Malvinas. Se encuentra junto a la isla Staats, y está justo al suroeste de la isla San José. Tiene la forma de una "h" al revés. Tiene algunos de los pocos ejemplares de la Calandrinia feltonii, una especie extraña endémica de Malvinas.